# Catarpe
Catarpe, a 5 kilómetros al norte de San Pedro de Atacama, fue el centro administrativo inca más importante de lo que hoy es Chile, si se considera su extensión y número de recintos. Desde allí se administraron y dirigieron los pucarás de la región, sobre todo el pucará de Quitor, que era el más grande.: 142 
En sus proximidades está hoy la capilla de San Isidro, edificada en 1913 por el colono italiano Lucas Cenzano.
Luis Risopatrón describe sucintamente a la comunidad de 1924:
Catarpe (Aillo de) 22° 51' 68° 13'. Tiene 38 hectáreas de terreno cultivado i se obtiene en él ovejas i pasto cortado; se encuentra en el valle del rio Atacama, a 2 kilómetros al S de Cuicharorachi. 1, X, p. 269 i carta de Bertrand (1884); 2, 31. p. 176; 98. carta de San Román (1892); i fundo en 155. p. 134; i Catarpi en 116, p. 116 i 158; 134; i 156.